# Chrostosoma
Chrostosoma is een geslacht van vlinders uit de onderfamilie beervlinders (Arctiinae) van de spinneruilen (Erebidae).

## Soorten
De volgende soorten zijn het geslacht ingedeeld:
- Chrostosoma cardinalis Schaus, 1898
  - = Chrostosoma cardinale Schaus, 1898
- Chrostosoma chryseridia Draudt, 1915
- Chrostosoma decisa (Walker, 1865)
- Chrostosoma destricta Draudt, 1915
- Chrostosoma dhamis Schaus, 1920
- Chrostosoma echemus Stoll, 1782
- Chrostosoma endochrysa (Dognin, 1911)
- Chrostosoma enna Schaus, 1924
- Chrostosoma fassli Draudt, 1915
- Chrostosoma guianensis Kaye, 191?
- Chrostosoma haematica Perty, 1834
- Chrostosoma halli Kaye, 191?
- Chrostosoma infuscatum Rothschild, 1931
- Chrostosoma lea Schaus, 1924
- Chrostosoma mediana Schaus, 1928
- Chrostosoma mysia Druce, 1906
- Chrostosoma patricia Schaus, 1912
- Chrostosoma pellucida Schaus, 1905
- Chrostosoma plagiata Rothschild, 1911
- Chrostosoma rica Dognin, 1897
- Chrostosoma schausi Rothschild, 1911
- Chrostosoma semirubra Hampson, 1898
- Chrostosoma tabascensis Dyar, 1916
- Chrostosoma tricolor Felder, 1868
- Chrostosoma trimaculatum Strand, 1912
- Chrostosoma unxa Druce, 1896
- Chrostosoma viridipunctata Rothschild, 1911